# Fort Sint-Elmo

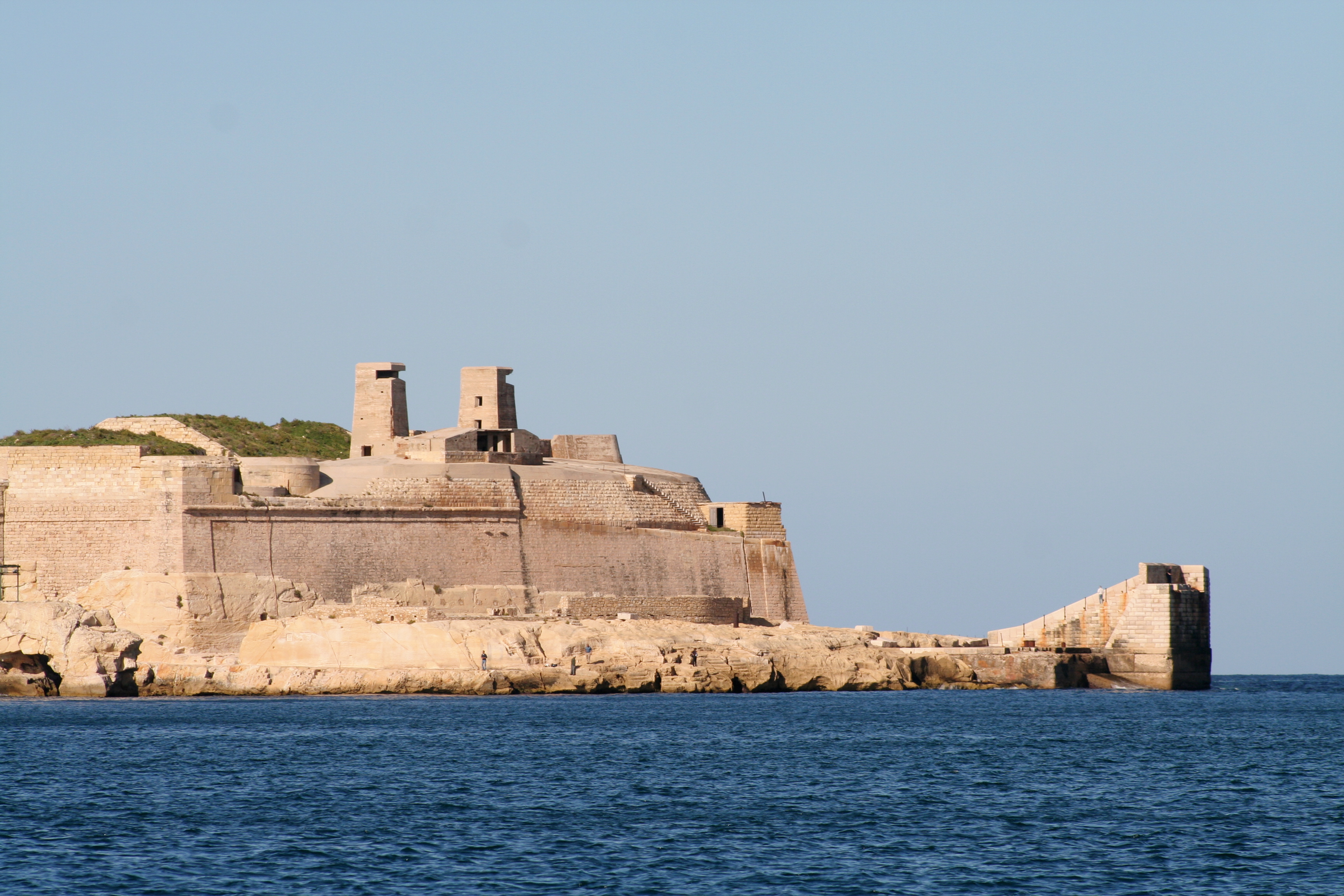
Het zicht op het fort vanuit de Haven van Marsamxett.

Fort Sint-Elmo is een bastion in Valletta op Malta en maakt deel uit van de vele vestingwerken die de Orde van Malta heeft gebouwd rond de Grand Harbour samen met Fort Sint-Michael en Fort Sint-Angelo. Het fort bevindt zich op de punt van het schiereiland Sciberras.

## Geschiedenis
Nog voor de aankomst van de Orde van Malta stond er op het schiereiland al een uitkijkpost. Onder leiding van de ridders werd er op die plaats een stervormig fort gebouwd. Het fort leed erg tijdens het Beleg van Malta in 1565 toen de Turken het eiland op de Orde wilden veroveren. Het fort wist een maand lang stand te houden tegen de Turkse overmacht. Slechts een enkeling van het garnizoen wist te overleven. Na het beleg werd het fort het startpunt voor het bouwen van de nieuwe hoofdstad van Malta: Valletta.
In 1680 verplichtte de regering in Madrid de Orde van Malta om het Fort Sint-Elmo uit te bouwen. Gregorio Carafa, grootmeester van de orde, zocht de technische hulp van de hoofdingenieur van het Spaanse onderkoninkrijk Sicilië: de Zuid-Nederlander Carlos de Grünenbergh. Grünenbergh liet herstelwerken uitvoeren alsook een nieuw bastion aanleggen: het Bastion Carafa.

## Heden
Sinds het midden van de 20e eeuw is in het fort de Maltese politie-academie gehuisvest. Ook is in het fort het Nationaal Oorlogsmuseum gehuisvest, waar onder andere de George Cross is te bewonderen die door George VI van het Verenigd Koninkrijk aan Malta werd geschonken in april 1942, vanwege de heldenmoed die zij hadden vertoond tijdens de Eerste slag om Malta.

## Trivia
- Het fort werd als filmlocatie gebruikt voor een Turkse gevangenis in de film Midnight Express.
- Het fort komt ook voor in de eerste missie van het spel Age of Empires III.